# Sarcophaga viridescens
Sarcophaga viridescens är en tvåvingeart som först beskrevs av Robineau-desvoidy 1830.  Sarcophaga viridescens ingår i släktet Sarcophaga och familjen köttflugor. Inga underarter finns listade i Catalogue of Life.